# Messton
Ein Messton ist ein durchgängiger Sinuston zum Testen von Klangqualität und -reinheit. Er wird oft bei Testbildern u. Ä. verwendet.
Die häufigsten Messtöne haben eine Frequenz von 440, 800 oder 1000 Hz (Hertz).
Hörbeispiele:
Der Pegelton ist ein Messton, welcher der Überprüfung der Pegelverhältnisse von Übertragungsstrecken oder Magnetbandaufzeichnungen dient.

## Ausstrahlung von Messtönen
Bis zu Beginn der 90er Jahre wurden von Rundfunksendern (insbesondere im LMK-Bereich) zu gewissen Zeiten regelmäßig Messtöne gesendet. Messtöne wurden auch oft vor der Neuinbetriebnahme eines Senders ausgestrahlt. Heute ist dies aufgrund fortgeschrittener Technik nicht mehr erforderlich.